# 巴彦高勒镇 (磴口县)
巴彦高勒镇，是中华人民共和国内蒙古自治区巴彦淖尔市磴口县下辖的一个乡镇级行政单位。

## 行政区划
巴彦高勒镇下辖以下地区：
东升社区、水建社区、车站社区、红卫社区、建筑社区、东风社区、和平社区、和平社区、永进社区、钢铁社区、幸福社区、黄河社区、团结社区、贺兰社区、新进社区、振兴社区、振南社区、贺兰社区、南开社区、西环社区、朝霞社区、新化社区、滨河社区、城关村、北粮台村、北滩村、旧地村、南粮台村和沙拉毛道嘎查。